# GOLD DISC
『GOLD DISC』（ゴールド・ディスク）は、2020年11月8日に配信でリリースされたANARCHY & BADSAIKUSHのEPである。
ラッパーのANARCHYとヒップホップ・グループ、舐達麻のメンバーであるBADSAIKUSHによるコラボレーション作品で、BADSAIKUSHの所属する舐達麻が客演で参加した「ANGELA feat. 舐達麻」、DJ HAZIMEがスクラッチで参加した「STILL」など4曲を収録。全曲のトラックをGREEN ASSASSIN DOLLARがプロデュースした。
収録曲の「DAYDREAM」は2020年10月11日に配信シングルとしてリリースされている。
発売翌年の2021年7月18日に東京のUSEN STUDIO COAST、7月22日に大阪のCLUB PICCADILLY UMEDA OSAKAで本作のリリースパーティーを開催。7月18日に開催されたUSEN STUDIO COASTでの公演の映像が『ANARCHY & BADSAIKUSH SPECIAL LIVE』として2021年8月8日よりABEMAプレミアムで公開された。

## 収録曲
| #  | タイトル                           | 作詞 | 作曲 | 編曲 | 時間 |
| -- | ---------------------------------- | ---- | ---- | ---- | ---- |
| 1. | 「DAYDREAM」                       |      |      |      | 3:57 |
| 2. | 「STILL (scratches by DJ HAZIME)」 |      |      |      | 2:56 |
| 3. | 「HOPE」                           |      |      |      | 3:39 |
| 4. | 「ANGELA feat. 舐達麻」            |      |      |      | 4:17 |

## チャート
| チャート                                | 最高順位 | 出典  |
| --------------------------------------- | -------- | ----- |
| オリコン 週間デジタルアルバムランキング | 5        | [ 9 ] |